# اندیس خاک سرخ گراغه خونیک سرخ کلات
خاک سرخ گراغه خونیک سرخ کلات یک اندیس غیرفلزی است که در حوالی شهر چهل کوره استان سیستان و بلوچستان قرار دارد و مادهٔ معدنی موجود در آن، هماتیت است.سنگ میزبان این اندیس فلیشهای رسوبی است و دیرینگی آن به دوران ائوسن می‌رسد.